# Vladimir (Gorj)
Vladimir es una comuna ubicada en el distrito de Gorj, Rumania.

## Superficie
Cuenta con una superficie de 58,97 kilómetros cuadrados.

## Demografía
Hasta 2021 la población era de 2597 habitantes, con una densidad de población de 44,04 habitantes por kilómetro cuadrado.